# Campionati norvegesi di sci alpino 2021
I Campionati norvegesi di sci alpino 2021 si sono svolti a Ål e a Oppdal dal 15 al 25 aprile. Il programma includeva gare di discesa libera, supergigante, slalom gigante, slalom speciale e combinata, sia maschili sia femminili, ma le discese libere e le combinate sono state annullate.
Trattandosi di competizioni valide anche ai fini del punteggio FIS, hanno potuto partecipare anche sciatori di altre federazioni, senza che questo consenta loro di concorrere al titolo nazionale norvegese. 

## Risultati

### Uomini

#### Discesa libera
La gara, originariamente in programma l'8 aprile a Oppdal, è stata annullata.

#### Supergigante
| Pos. | Atleta                   | Nazione  | Tempo   |
| ---- | ------------------------ | -------- | ------- |
| 1    | Markus Nordgård Fossland | Norvegia | 1:02,79 |
| 2    | Alexander Steen Olsen    | Norvegia | 1:03,14 |
| 3    | Tollef Haugen            | Norvegia | 1:03,39 |
| 4    | Eirik Schau Giskås       | Norvegia | 1:03,43 |
| 5    | Patrick Haugen Veisten   | Norvegia | 1:03,85 |
| 6    | Fredrik Møller           | Norvegia | 1:03,86 |
| 7    | Jonas Buer               | Norvegia | 1:03,96 |
| 8    | Magnus Sande Graff       | Norvegia | 1:03,97 |
| 9    | Andreas Bache-Wiig       | Norvegia | 1:03,99 |
| 10   | Sindre Myklebust         | Norvegia | 1:04,09 |

Data: 24 aprile

Località: Ål

#### Slalom gigante
| Pos. | Atleta                 | Nazione  | Tempo   |
| ---- | ---------------------- | -------- | ------- |
| 1    | Leif Kristian Haugen   | Norvegia | 2:14,18 |
| 2    | Alexander Steen Olsen  | Norvegia | 2:15,88 |
| 3    | Patrick Haugen Veisten | Norvegia | 2:16,43 |
| 4    | Oscar Zimmer           | Norvegia | 2:16,55 |
| 5    | Sindre Myklebust       | Norvegia | 2:17,11 |
| 6    | Simen Sellæg           | Norvegia | 2:17,27 |
| 7    | Eirik Hystad Solberg   | Norvegia | 2:17,35 |
| 8    | Fredrik Møller         | Norvegia | 2:17,42 |
| 9    | Filip Wahlqvist        | Norvegia | 2:17,57 |
| 10   | Iver Staurset          | Norvegia | 2:17,76 |

Data: 16 aprile

Località: Oppdal

#### Slalom speciale
| Pos. | Atleta                   | Nazione  | Tempo   |
| ---- | ------------------------ | -------- | ------- |
| 1    | Sebastian Foss Solevåg   | Norvegia | 1:36,20 |
| 2    | Timon Haugan             | Norvegia | 1:36,46 |
| 3    | Oscar Zimmer             | Norvegia | 1:37,40 |
| 4    | Fredrik Møller           | Norvegia | 1:37,79 |
| 5    | Jonathan Nordbotten      | Norvegia | 1:37,81 |
| 6    | Fabian Wilkens Solheim   | Norvegia | 1:38,13 |
| 7    | Patrick Haugen Veisten   | Norvegia | 1:38,40 |
| 8    | Eirik Schau Giskås       | Norvegia | 1:38,42 |
| 9    | Tinius Aagesen           | Norvegia | 1:38,52 |
| 10   | Andreas Sønsterud Amdahl | Norvegia | 1:38,78 |

Data: 17 aprile

Località: Oppdal

#### Combinata
La gara, originariamente in programma il 7 aprile, è stata annullata.

### Donne

#### Discesa libera
La gara, originariamente in programma l'8 aprile, è stata annullata.

#### Supergigante
| Pos. | Atleta                    | Nazione  | Tempo   |
| ---- | ------------------------- | -------- | ------- |
| 1    | Carmen Sofie Nielssen     | Norvegia | 1:03,81 |
| 2    | Marte Monsen              | Norvegia | 1:04,21 |
| 3    | Pernille Dyrstad Lydersen | Norvegia | 1:04,32 |
| 4    | Cathinka Lunder           | Norvegia | 1:04,51 |
| 5    | Ine Haugland              | Norvegia | 1:04,53 |
| 6    | Helene Kristoffersen      | Norvegia | 1:05,02 |
| 7    | Malin Sofie Sund          | Norvegia | 1:05,04 |
| 8    | Andrine Mårstøl           | Norvegia | 1:05,27 |
| 9    | Anine Thoresen            | Norvegia | 1:05,53 |
| 10   | Emilie Bakkevig           | Norvegia | 1:05,83 |

Data: 25 aprile

Località: Ål

#### Slalom gigante
| Pos. | Atleta                    | Nazione  | Tempo   |
| ---- | ------------------------- | -------- | ------- |
| 1    | Thea Louise Stjernesund   | Norvegia | 2:16,45 |
| 2    | Marte Monsen              | Norvegia | 2:17,04 |
| 3    | Andrine Mårstøl           | Norvegia | 2:18,72 |
| 4    | Martine Fosmo Nyberg      | Norvegia | 2:18,92 |
| 5    | Anna Bryn Mørkeset        | Norvegia | 2:19,68 |
| 6    | Kaja Norbye               | Norvegia | 2:20,34 |
| 7    | Anine Thoresen            | Norvegia | 2:20,89 |
| 8    | Cathinka Lunder           | Norvegia | 2:21,48 |
| 9    | Ine Haugland              | Norvegia | 2:21,98 |
| 10   | Kristina Riis-Johannessen | Norvegia | 2:22,54 |

Data: 15 aprile

Località: Oppdal

#### Slalom speciale
| Pos. | Atleta                    | Nazione  | Tempo   |
| ---- | ------------------------- | -------- | ------- |
| 1    | Thea Louise Stjernesund   | Norvegia | 1:40,05 |
| 2    | Mariel Kufaas             | Norvegia | 1:41,45 |
| 3    | Carmen Sofie Nielssen     | Norvegia | 1:43,74 |
| 4    | Marte Monsen              | Norvegia | 1:44,11 |
| 5    | Ulrikke Haugen            | Norvegia | 1:45,36 |
| 6    | Pernille Dyrstad Lydersen | Norvegia | 1:45,77 |
| 7    | Emilie Bakkevig           | Norvegia | 1:45,83 |
| 8    | Marthe Tøsse Aandal       | Norvegia | 1:46,06 |
| 9    | Josephine Rasmussen       | Norvegia | 1:46,51 |
| 10   | Ine Haugland              | Norvegia | 1:47,21 |

Data: 18 aprile

Località: Oppdal

#### Combinata
La gara, originariamente in programma il 7 aprile, è stata annullata.